# Харитонов, Фёдор Михайлович
Фёдор Миха́йлович Харито́нов (11 (24) января 1899, Васильевское, Ярославская губерния — 28 мая 1943, Москва, СССР) — советский военачальник, участник Великой Отечественной войны, генерал-лейтенант (20.12.1942).

## Биография
Родился 11 (24) января 1899 года в селе Васильевское (ныне в городской черте Рыбинска). Окончил четырёхклассное училище в родном селе (ныне школа № 7).
В РККА с 1919 года. Участник Гражданской войны, красноармеец. Член РКП(б) с 1918 года.
С весны 1941 года — командир 2-го воздушно-десантного корпуса. В ходе Великой Отечественной войны с июля 1941 года — заместитель начальника штаба Южного фронта, с 9 сентября 1941 года по 20 мая 1942 года — командующий 9-й армией Южного фронта, с 8 июля 1942 года по 20 мая 1943 года — командующий 6-й армией Воронежского, позже Юго-Западного фронта.
Армии под командованием генерала Харитонова участвовали в Донбасско-Ростовской оборонительной операции, Ростовской наступательной операции 1941 года, Сталинградской битве, Острогожско-Россошанской наступательной операция и в Харьковском сражении в начале 1943 года. Умер 28 мая 1943 года от тяжёлой болезни. Похоронен в колумбарий Новодевичьего кладбище города Москвы. 

## Отзывы
Политработник К. В. Крайнюков, бывший членом Военного совета в армии под командованием Ф. М. Харитонова в 1941—1942 годах, так вспоминал о нём:

Конкретность суждений командующего, ясное понимание причин всех предшествующих неудач невольно внушали уверенность, что 9-й армией руководит твёрдый, умный, хорошо разбирающийся в военном деле человек. Все последующие события подтвердили моё первое впечатление об этом замечательном военачальнике.— Крайнюков К. В. В боях за Ростов в 1941 году. // Военно-исторический журнал. — 1961. — № 1. — С.70-84.

## Награды
- орден Красного Знамени (22 октября 1941)
- орден Кутузова 1-й степени (28 января 1943)
- Юбилейная медаль XX лет Рабоче-Крестьянской Красной Армии (22.02.1938)

## Память

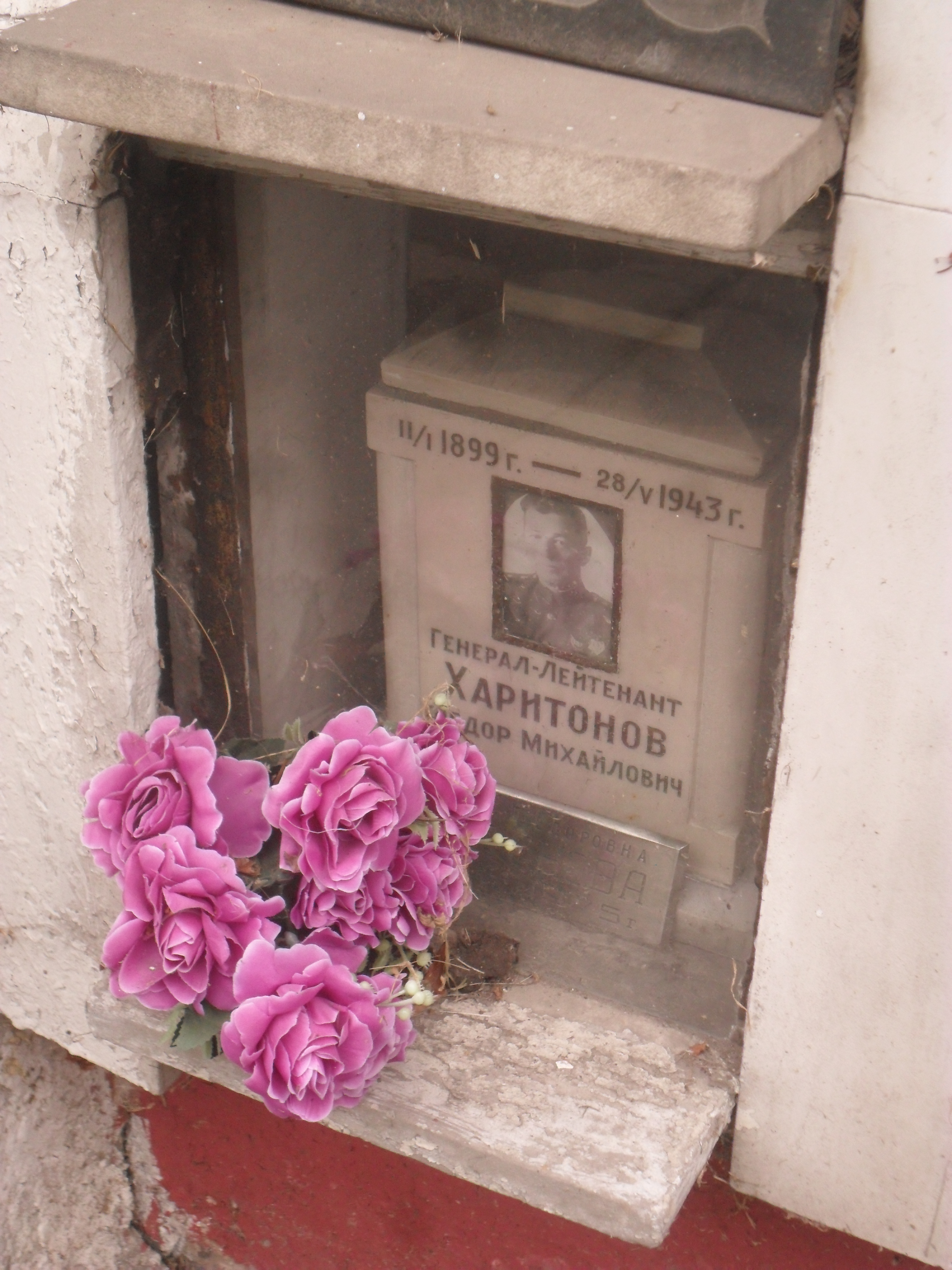
Плита колумбария Харитонова на Новодевичьем кладбище Москвы.

Его имя носило Ярославское военное пехотное училище. Монумент генералу установлен в городе Рыбинске (1949), скульптор М. Г. Манизер. 6 мая 2007 года на родине Фёдора Михайловича Харитонова на берегу реки Волги в селе Васильевское был воздвигнут памятник в его честь. На доме, где родился Харитонов, установлена мемориальная доска.
Имя Харитонова носят улицы в Ярославле и Рыбинске. Последняя имеет к нему прямое отношение: именно на ней он родился и провёл свои детские годы.
Генералу Ф. М. Харитонову посвящены повесть М. Колосова и одноимённый художественный фильм «Товарищ генерал» (1973) на её основе (в котором фамилия главного героя переделана в Капитонова, но имя и отчество остались прежними — Фёдор Михайлович).

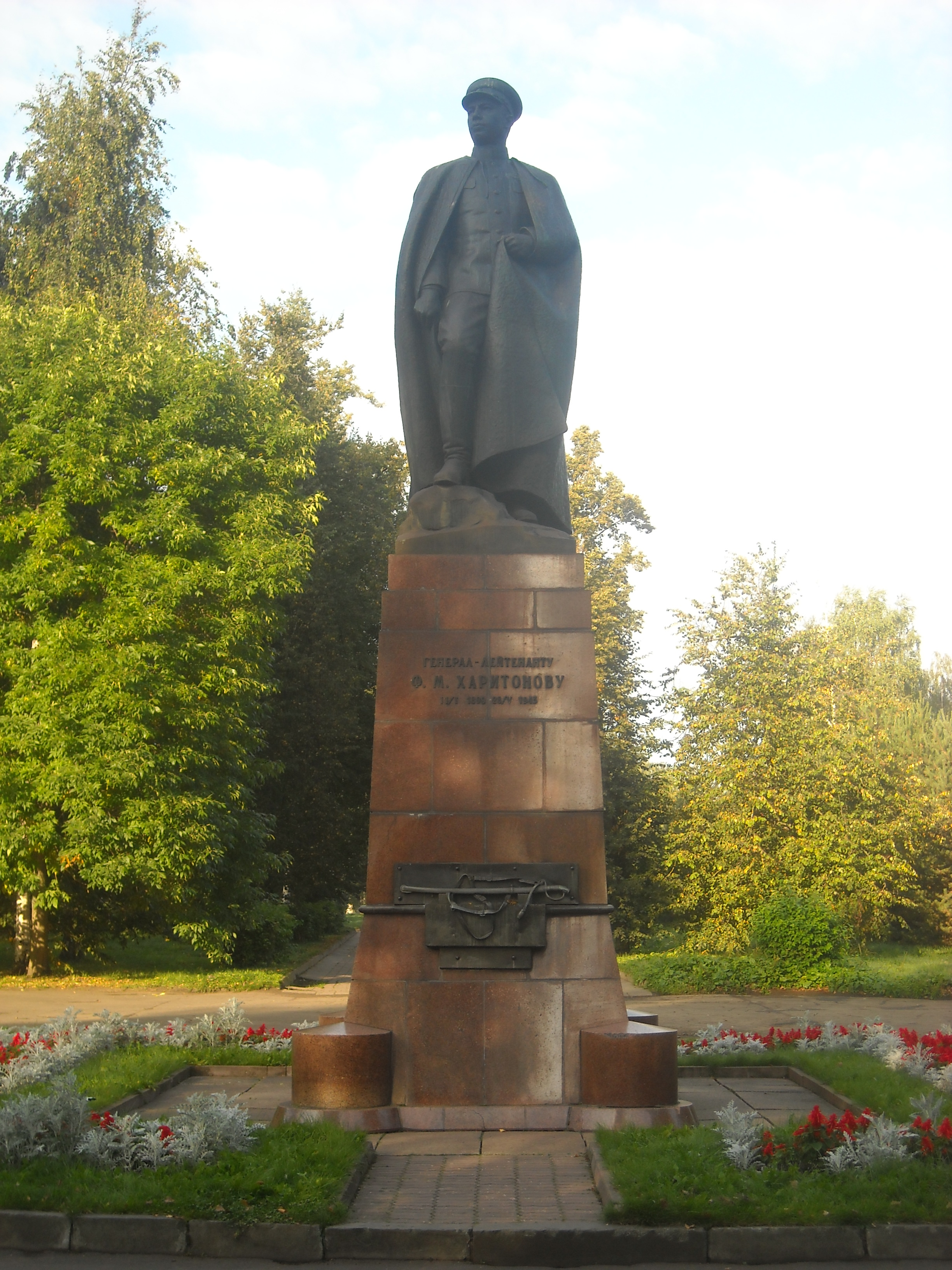
Памятник Фёдору Михайловичу в городе Рыбинск.